# Thymariá (Évros)
Thymariá (grec moderne : Θυμαριά) est une localité située dans le dème de Souflí, dans le district régional d'Évros, dans la périphérie de Macédoine-Orientale-et-Thrace, en Grèce.
La localité appartient au district municipal de Tycheró et à la communauté municipale de Provatónas. Selon le recensement de 2021, elle compte 168 habitants.